# Kościół katolicki w Stanach Zjednoczonych

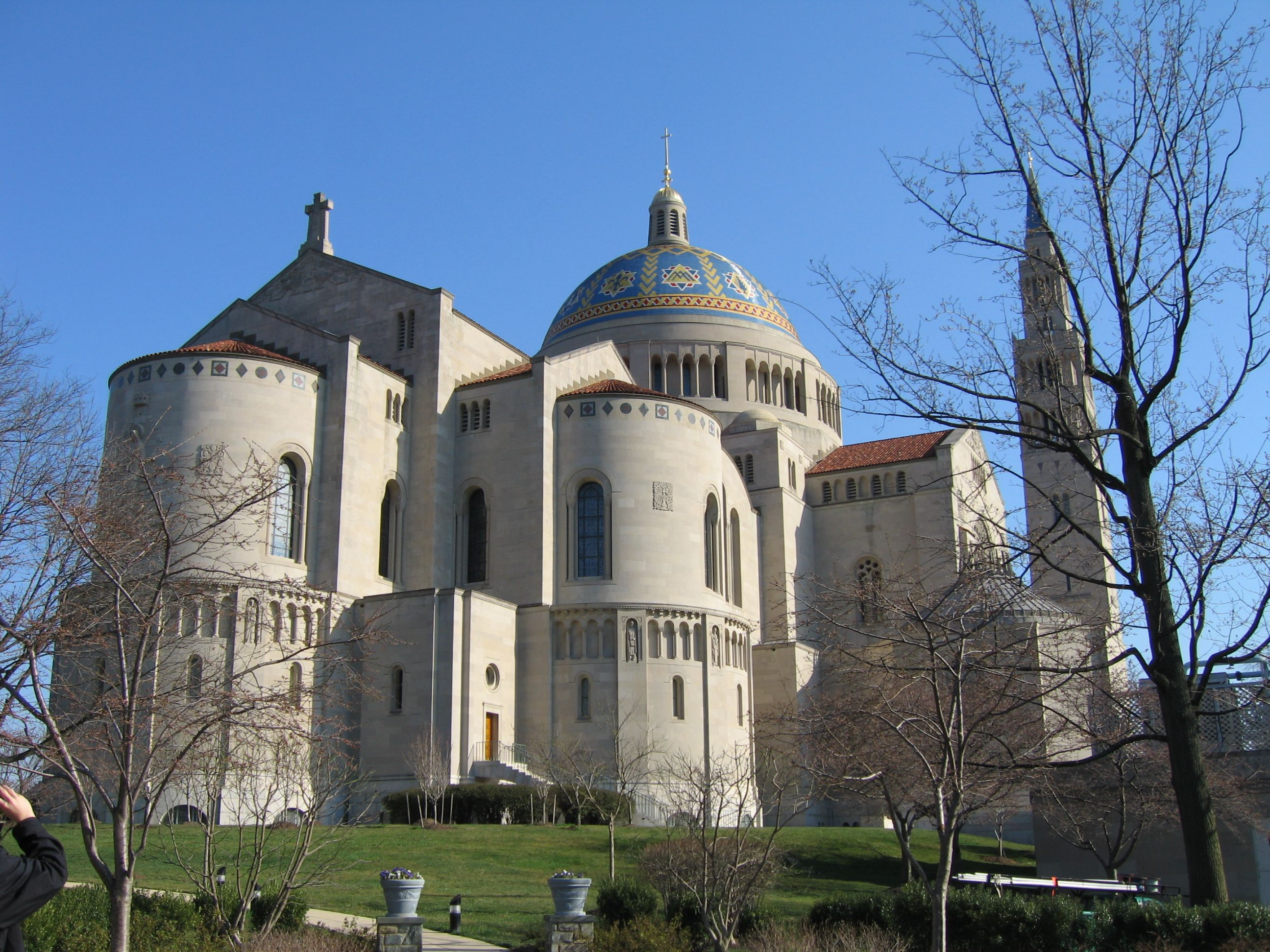
Bazylika Niepokalanego Poczęcia w Waszyngtonie
jest największym kościołem w USA.

Kościół katolicki w Stanach Zjednoczonych – część powszechnego Kościoła katolickiego.
Głównym organem zarządzającym jest Konferencja Episkopatu USA (ang. United States Catholic Conference of Bishops), założona w 1966 roku, zrzeszająca biskupów i arcybiskupów ze Stanów Zjednoczonych oraz z Wysp Dziewiczych.
Od 15 sierpnia 1859 roku arcybiskupi Baltimore posiadają tytuł prymasa Stanów Zjednoczonych, który dziś jest tylko honorowy. Obecnie tytuł ten posiada abp William Lori.
W roku 2011 do Kościoła katolickiego w Stanach Zjednoczonych należało 68 202 492 wiernych (22% ludności kraju), co czyni go – pod względem liczby wiernych – największą grupą wyznaniową spośród wszystkich obecnych w tym kraju.

## Historia

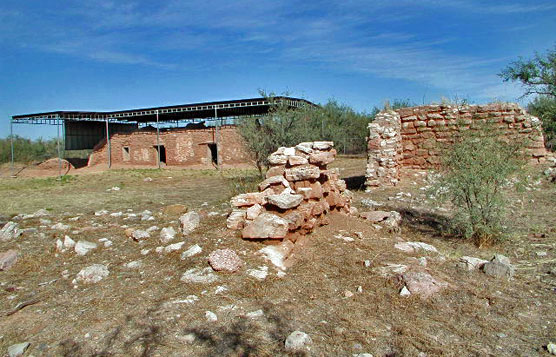
Ruiny kościoła misyjnego w Arizonie.

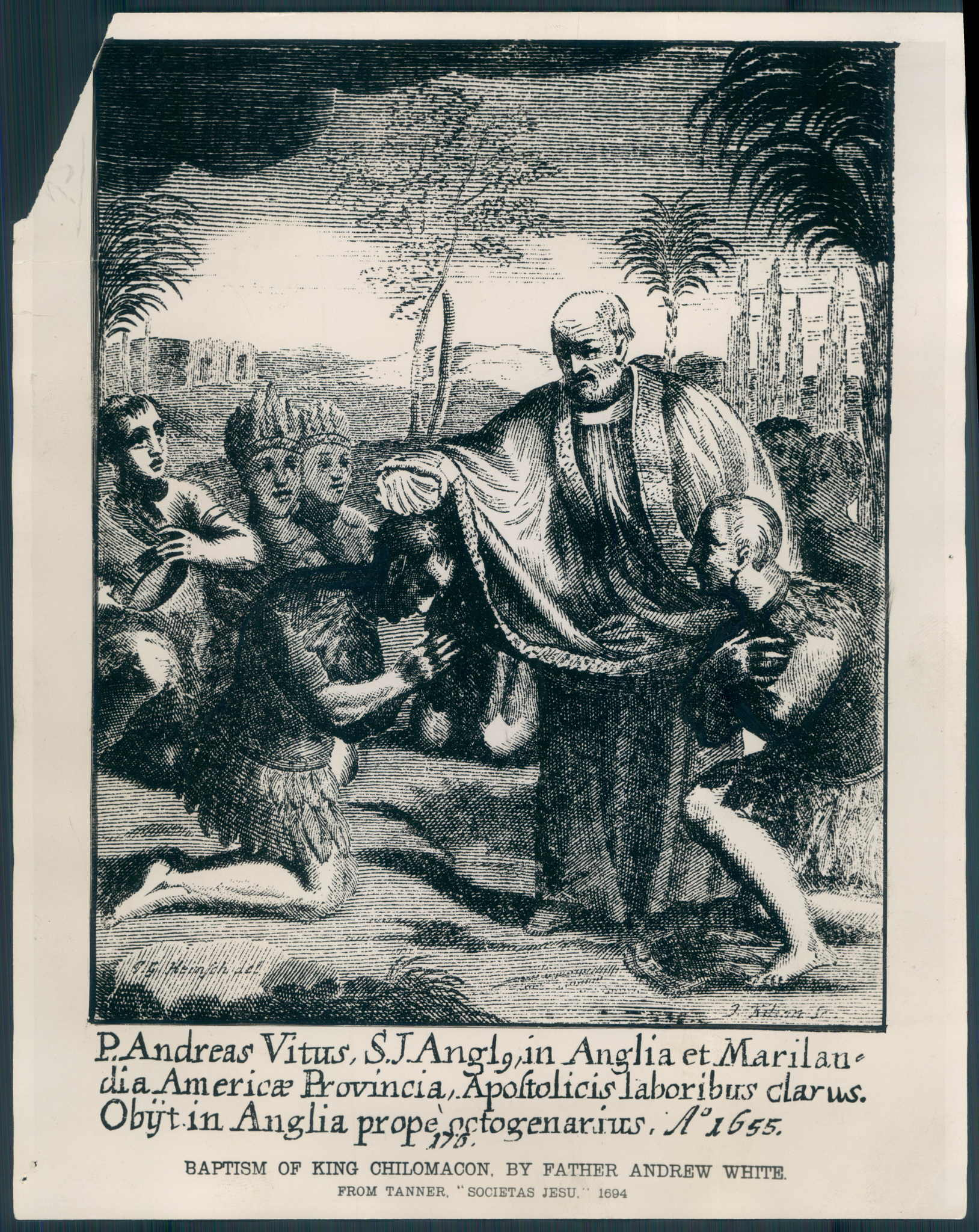
Andrew White podczas chrztu rdzennej ludności.

### Epoka kolonialna
Pierwsi katolicy pojawili się w Stanach Zjednoczonych przed reformacją, wraz z hiszpańskimi osadnikami w 1513 roku, na terenie obecnej Florydy, oraz w południowo-zachodnich stanach. Pierwsza msza św. odbyła się w Pensacola na Florydzie (ang. St Michael rekord).
Od początku XVI wieku Królestwo Hiszpanii prowadziło misje na terenie La Florida, a tym samym zapewniało sobie kontrolę nad tym obszarem i zapobiegało kolonizacji tych terenów przez Anglików i Francuzów. Kolejne misje były prowadzone m.in. w regionie Georgii w latach 1568–1684. Misjonarze hiszpańscy z zakonu franciszkanów w latach 1769–1823 szerzyli wiarę chrześcijańska wśród rdzennej ludności Ameryki w Kalifornii, a w Teksasie misje zakładali dominikanie, jezuici i franciszkanie.
Na terenach zajętych przez Francję, katolicy osiedlali się w koloniach i fortach w Detroit, Saint Louis, Mobile, Biloxi, Baton Rouge i w Nowym Orleanie.
W wyniku kolonizacji angielskiej w roku 1634, zostaje założona Prowincja Maryland przez jezuitów. Maryland była jedną z nielicznych angielskich kolonii, gdzie głównym wyznaniem chrześcijańskim był katolicyzm. Angielska wojna domowa i porażka „kawalerów” w 1646 doprowadziła do surowych ustaw wobec katolików i ekstradycji znanych jezuitów z angielskich kolonii, m.in. Andrew White oraz zniszczenia szkoły w Calverton Manor.

### Początki antykatolicyzmu
Amerykańskie początki antykatolicyzmu wiążą się z reformacją, która rozwijała niechęć wobec Kościoła rzymskokatolickiego. Założenia reformacji zostały przywiezione do Nowego Świata przez brytyjskich kolonialistów, którzy byli głównie wyznania protestanckiego; a kto należał nie tylko do Kościoła katolickiego ale również do Kościoła anglikańskiego, który utrzymywał katolickie doktryny i praktyki, był uznawany za niepełnego reformatora.
Ponieważ wiele brytyjskich kolonistów należało do nurtu purytanizmu i do Kościoła reformowanego, którzy uciekali przed prześladowaniami religijnymi w Kościele anglikańskim, ich antykatolicyzm był o wiele bardziej skrajny wśród wyznań protestanckich.

Monsignor John Tracy Ellis pisał:
Uniwersalne antykatolickie uprzedzenia zostały wprowadzone do Jamestown w 1607 i są energetycznie praktykowane we wszystkich trzynastu koloniach od Massachusetts po Georgia. (ang. Universal anti-Catholic bias was brought to Jamestown in 1607 and vigorously cultivated in all the thirteen colonies from Massachusetts to Georgia.)
Kolonialne prawa i ustawy zawierały proskrypcje przeciwko katolikom. Monsignor Ellis uważał, że wspólna nienawiść wobec Kościoła katolickiego może zjednoczyć anglikańskie duchowieństwo i purytanizm mimo różnic i konfliktów.

### Rewolucja amerykańska

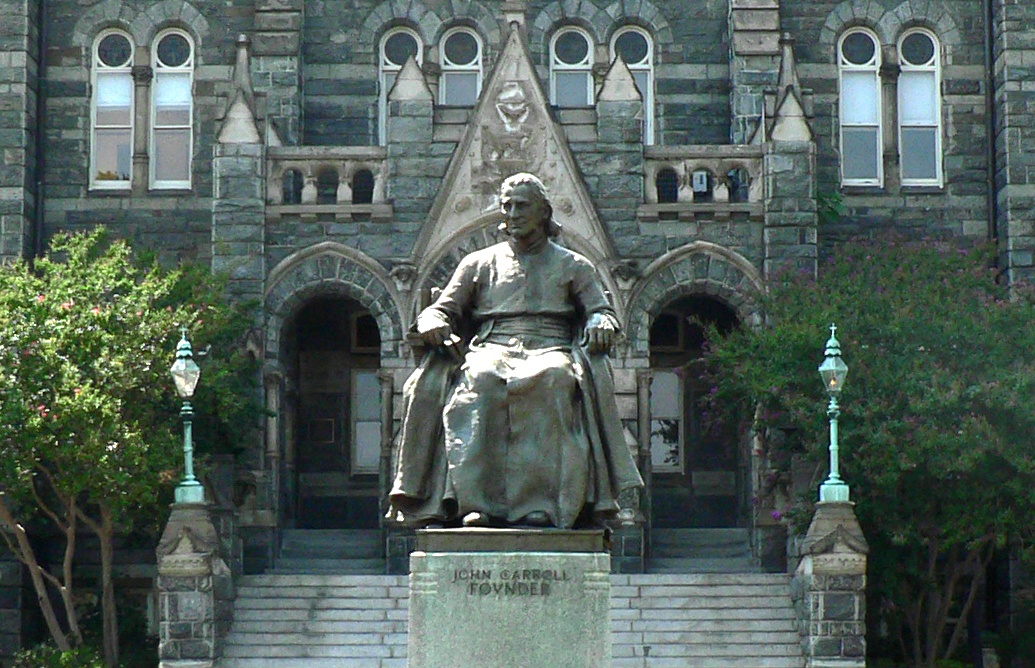
Pomnik Johna Carrolla.

Na początku Rewolucji amerykańskiej katolicy stanowili zaledwie 1% społeczności wśród trzynastu kolonii, a tylko jeden z sygnatariuszy Deklaracji niepodległości Charles Carroll był katolikiem.
Po rewolucji papież Pius VI powołał jezuitę Johna Carrolla na pierwszego biskupa Stanów Zjednoczonych, chociaż w tym czasie nadal w mocy było rozporządzenie o kasacie zakonu jezuitów. 6 listopada 1789 powstała pierwsza w Stanach Zjednoczonych diecezja w Baltimore. John Carroll założył 22 listopada 1791 Georgetown University, najstarszy katolicki uniwersytet w Stanach Zjednoczonych.

### XIX wiek
Pierwszą diecezją na terenie Stanów Zjednoczonych była archidiecezja Baltimore założona przez Johna Carrolla w 1789.
W 1790 roku w Stanach Zjednoczonych było 35 tys. katolików. Natomiast już w 1820 ich liczba wynosiła 195 tys., a w 1850 katolików w Stanach Zjednoczonych było już 1,6 mln. W latach 1860–1890 liczba ludność wyznania rzymskokatolickiego wzrosła do 12 mln, główną przyczyną tego wzrostu była imigracja ludności z Europy.
W XIX wieku fala imigrantów z Irlandii, Niemiec, Włoch, Europy Wschodniej i Imperium Rosyjskiego (głównie Polacy) oraz ludność frankokanadyjska osiedlała się w Nowej Anglii. Napływ ten spowodował zwiększenie siły politycznej Kościoła rzymskokatolickiego w Stanach Zjednoczonych i tym samym zwiększyły się obawy przed „zagrożeniem” ze strony katolików. W latach 1820–1860 ponad jedna trzecią imigrantów stanowili Irlandczycy, w latach 40. XIX wieku niemal połowę.
Diecezja Baltimore w dniu 8 kwietnia 1808 stała się archidiecezją. Również, w tym samym dniu utworzono cztery nowe diecezje: bostońską, Bardstown, nowojorską i filadelfijską.
W 1829 roku powstał pierwszy zakon czarnych kobiet w Stanach Zjednoczonych, Sióstr Opatrzności; założony w Baltimore przez małą grupkę amerykańskich Haitanek. Wkrótce po otrzymaniu papieskiego zatwierdzenia, siostry utworzyły szkoły i domy dla czarnych dzieci. Drugi czarny zakon, Sióstr Świętej Rodziny powstał w 1842 w Nowym Orleanie założony przez Henriette Delille i Juliette Gaudin.
W latach 1852, 1866 i 1884 miała miejsce Sesja Rady Baltimore (ang. Plenary Councils of Baltimore), która znormalizowała dyscyplinę w amerykańskim kościele i napisała Katechizm Baltimore (ang. Baltimore Catechism). Został również założony Katolicki Uniwersytet Ameryki.
Duży wkład w rozwój Kościół katolicki w Stanach Zjednoczonych mieli imigranci z Polski pod koniec XIX wieku i w początkach XX wieku.
Taką pierwszą stałą polonijną parafią, była, założona przez ks. Leopolda Moczygembę, parafia Panna Maria (ang. The Virgin Mary), założona przez 100 śląskich rodzin z miejscowości Plużnica w osadzie Panna Maria w Teksasie w 1854 roku. Kolejnym regionem rozwoju katolicyzmu etnicznego polskiego były polonijne parafie rzymskokatolickie w Nowej Anglii, których rozwój zapoczątkował ks. Franciszek Chałupka.
Niektóre organizacje antyimigracyjne i natywistyczne, np.: Know Nothing i Ku Klux Klan były również antykatolickie. W rzeczywistość przez większy okres w historii Stanów Zjednoczonych katolicy byli prześladowani. Ku Klux Klan powszechnie dyskryminował katolików (podobnie jak Żydów i Afroamerykanów) irlandzkich, włoskich, polskich, niemieckich, hiszpańskich i innych etnicznych grup. Dopiero kadencja Johna F. Kennedy’ego spowodowała, że katolicy zaczęli żyć w Stanach Zjednoczonych jako wolni nie dyskryminowani ludzie. Protestancka część Stanów Zjednoczonych (środkowy zachód i północ) określała katolików mianem anty-Amerykanów (papizm) oraz jako ludzi niezdolnych do samodzielnego myślenia bez zgody papieża.

### XX i XXI wiek
Na początku XX wieku około jedna szósta mieszkańców Stanach Zjednoczonych była katolikami. Współcześnie katolicy przybywają do Stanów Zjednoczonych głównie z Filipin, Polski i Ameryki Łacińskiej (szczególnie z Meksyku). Ta wielokulturowość i różnorodność w znacznym stopniu wpłynęła na wygląd Kościoła katolickiego w Stanach Zjednoczonych. W wielu diecezjach Msza św. odprawiana jest poza językiem angielskim w wielu językach. Powszechne są etniczne kościoły dla imigrantów z Irlandii, Włoch, Polski i innych krajów.
W 1928 Al Smith był pierwszym katolickim kandydatem na urząd prezydenta Stanów Zjednoczonych i jego przynależność religijna stała się problemem w trakcie kampanii. Protestanci obawiali się, że Al Smith będzie podporządkowywał się rozkazom z Watykanu w sprawach decyzji podejmowanych w kraju. Pierwszym katolickim prezydentem Stanach Zjednoczonych został John F. Kennedy.
Przed Soborem Watykańskim II w Stanach Zjednoczonych statystyki odnotowywały rocznie ok. 170 tys. konwersji na katolicyzm, a po Soborze – jedynie kilkaset.
W dniu 22 stycznia 1973 roku Sąd Najwyższy Stanów Zjednoczonych w sprawie Roe v. Wade wydał orzeczenie pozwalające na dokonywanie aborcji. Kościół katolicki był jedną z niewielu instytucji głoszącą sprzeciw.
Sąd Najwyższy Pensylwanii opublikował w sierpniu 2018 raport przedstawiający przypadki przestępstw pedofilii w sześciu diecezjach tamtejszego Kościoła katolickiego. Raport wymienia 300 duchownych dopuszczających się tego przestępstwa w ciągu minionych 70 lat, a liczbę pokrzywdzonych dzieci określa na ponad 1000 osób.
Amerykańska organizacja pozarządowa Bishops Accountability oceniła, że w latach 1950–2016 w Stanach Zjednoczonych przestępstw pedofilii dopuściło się 6721 księży, zaś liczba ofiar wynosi 18 565 dzieci.

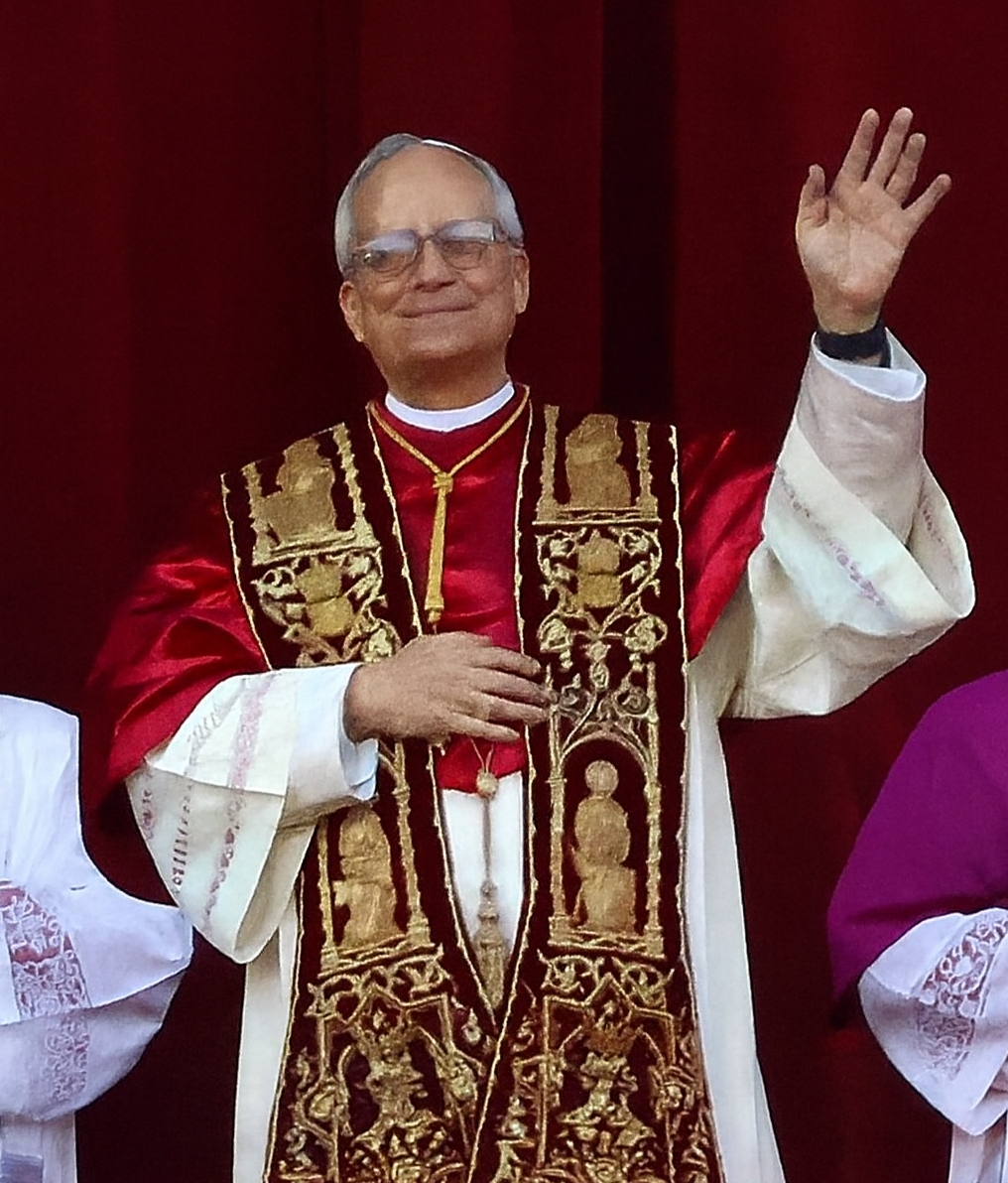
Leon XIV - pierwszy papież z USA (wcześciej kard. Robert Francis Prevost OSA)

8 maja 2025 r. Był przełomem Kościoła katolickiego w USA kard. Robert Francis Prevost OSA został 267. Papieżem Kościoła katolickiego który przebrał imię Leon XIV.

## Podział administracyjny

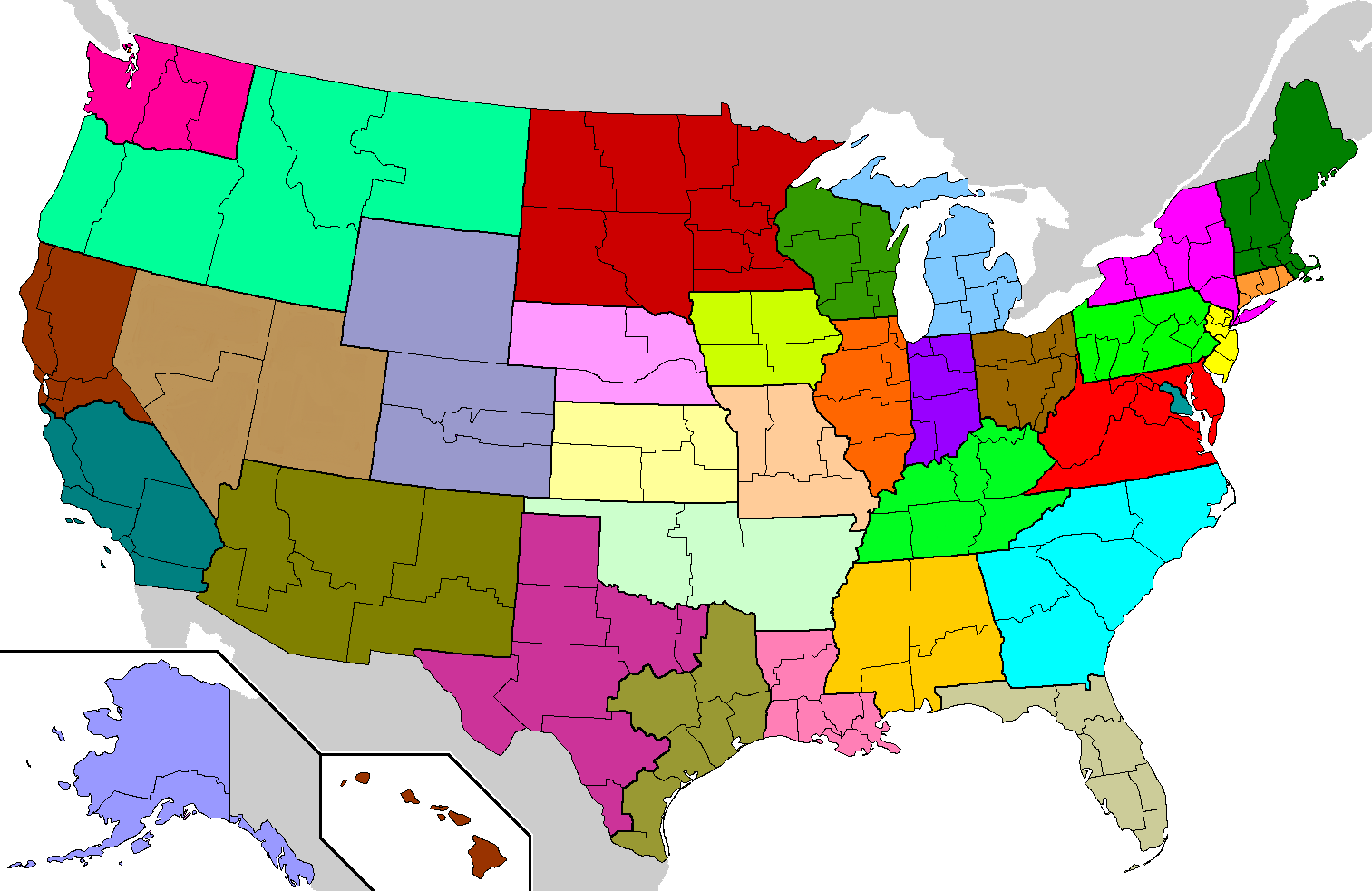
Diecezje w Stanach Zjednoczonych

Kościół katolicki w Stanach Zjednoczonych składa się z 195 diecezji i archidiecezji podzielonych na 35 metropolii:
- 145 diecezji obrządku łacińskiego
- 33 archidiecezje obrządku łacińskiego
- 15 diecezji wschodnich
- 2 archidiecezje wschodnie

### Metropolie
| - Metropolia Anchorage - Metropolia Atlanty - Metropolia Baltimore - Metropolia Boston - Metropolia Chicago - Metropolia Cincinnati - Metropolia Denver - Metropolia Detroit - Metropolia Dubuque - Metropolia Filadelfii - Metropolia Galveston-Houston - Metropolia Hartford - Metropolia Indianapolis - Metropolia Kansas City - Metropolia Los Angeles - Metropolia Louisville - Metropolia Miami - Metropolia Milwaukee |  | - Metropolia Mobile - Metropolia Nowy Orlean - Metropolia Nowy Jork - Metropolia Newark - Metropolia Oklahoma City - Metropolia Omaha - Metropolia Portland - Metropolia St. Louis - Metropolia Saint Paul and Minneapolis - Metropolia San Antonio - Metropolia San Francisco - Metropolia Santa Fe - Metropolia Seattle - Metropolia Waszyngton - Metropolia Hagåtña - Metropolia Samoa-Apia - Metropolia San Juan de Puerto Rico |

### Archidiecezja Wojskowa
- Archidiecezja Wojskowa Stanów Zjednoczonych Ameryki

### Prowincje obrządku wschodniego
- Prowincja Pittsburgh (Kościół katolicki obrządku bizantyjsko-rusińskiego)
- Prowincja Filadelfii (Kościół katolicki obrządku bizantyjsko-ukraińskiego)

## Statystyki

Procentowy udział poszczególnych wyznań chrześcijańskich w Stanach Zjednoczonych - katolicy oznaczeni kolorem niebieskim

Kościół posiada 41 406 diecezjalnych i zakonnych księży, a także ponad 30 000 świeckich duchownych. Sióstr zakonnych jest 63 032, braci 5040, 16 kardynałów, 424 czynnych i emerytowanych biskupów oraz 5029 seminarzystów. W Stanach Zjednoczonych Kościół rzymskokatolicki zatrudnia ponad milion pracowników. Budżet wynosi prawie 100 miliardów dolarów, który przeznaczany jest na utrzymanie szkół podstawowych, średnich, domów opieki, szpitali i innych instytucji wchodzących w skład Kościoła.
W Stanach Zjednoczonych działa 150 tys. szkół katolickich, na których kształci się 2,7 mln studentów. Niektóre z 225 szkół wyższych: Bentley College, Katolicki Uniwersytet Ameryki, Uniwersytet Fordham, Uniwersytet Georgetown, Uniwersytet w Notre Dame.
W ramach kościoła działa również 625 szpitali, których łączny dochód wynosi 30 mld dolarów.

### Procentowy udział katolików w poszczególnych stanach

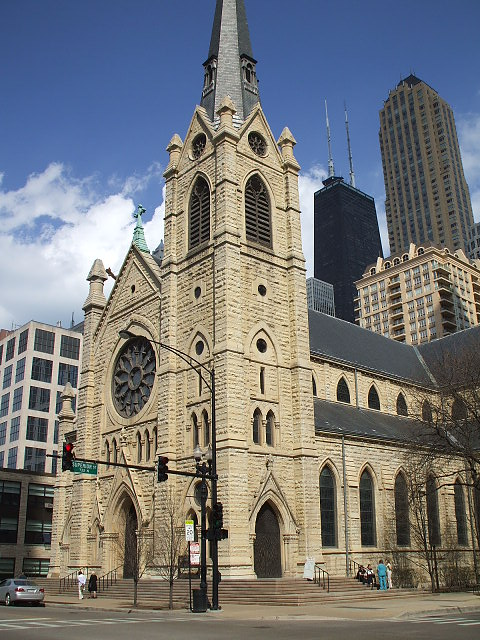
Katedra w Chicago.

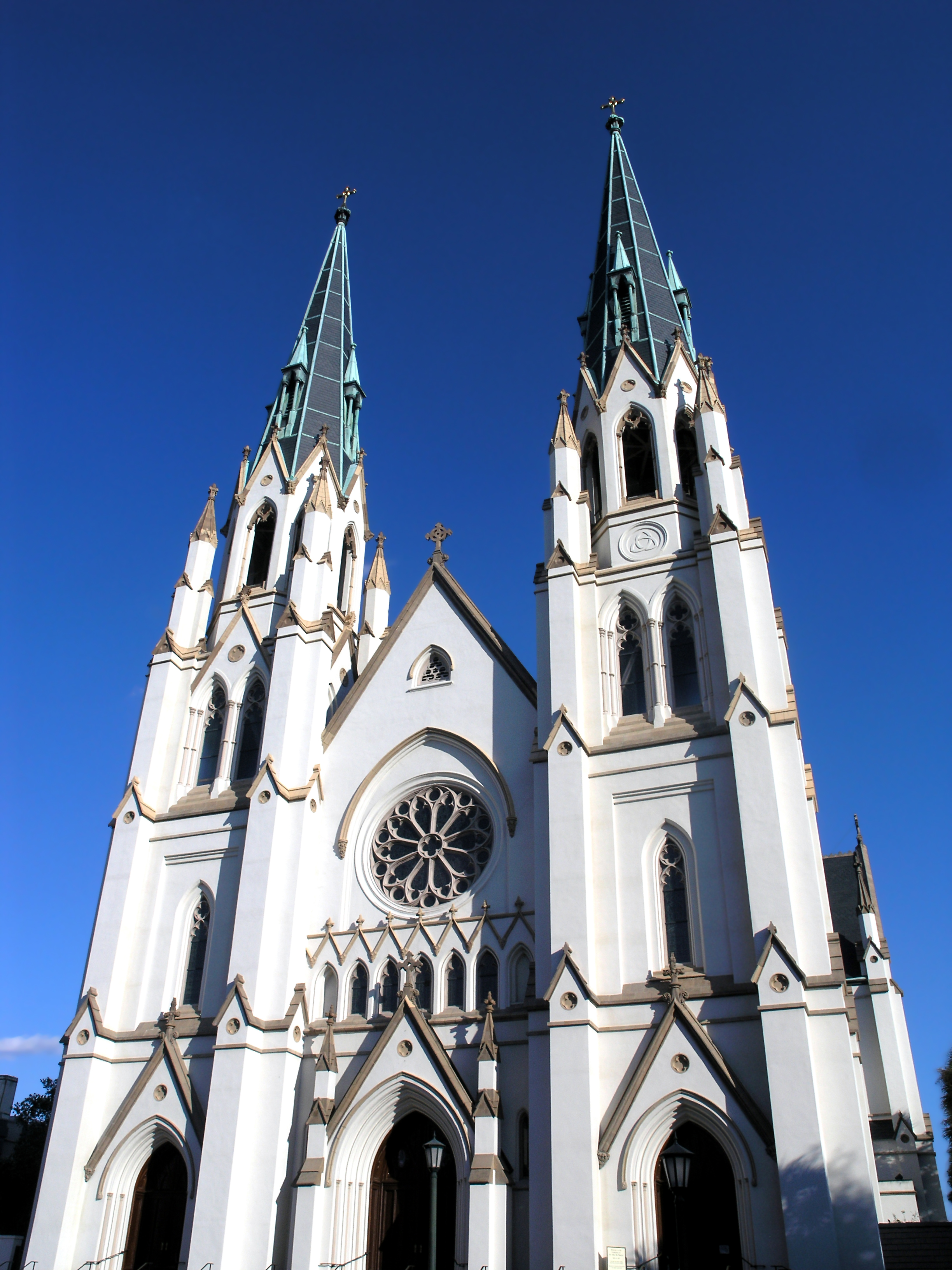
Katedra pw. św. Jana Chrzciciela w Savannah.

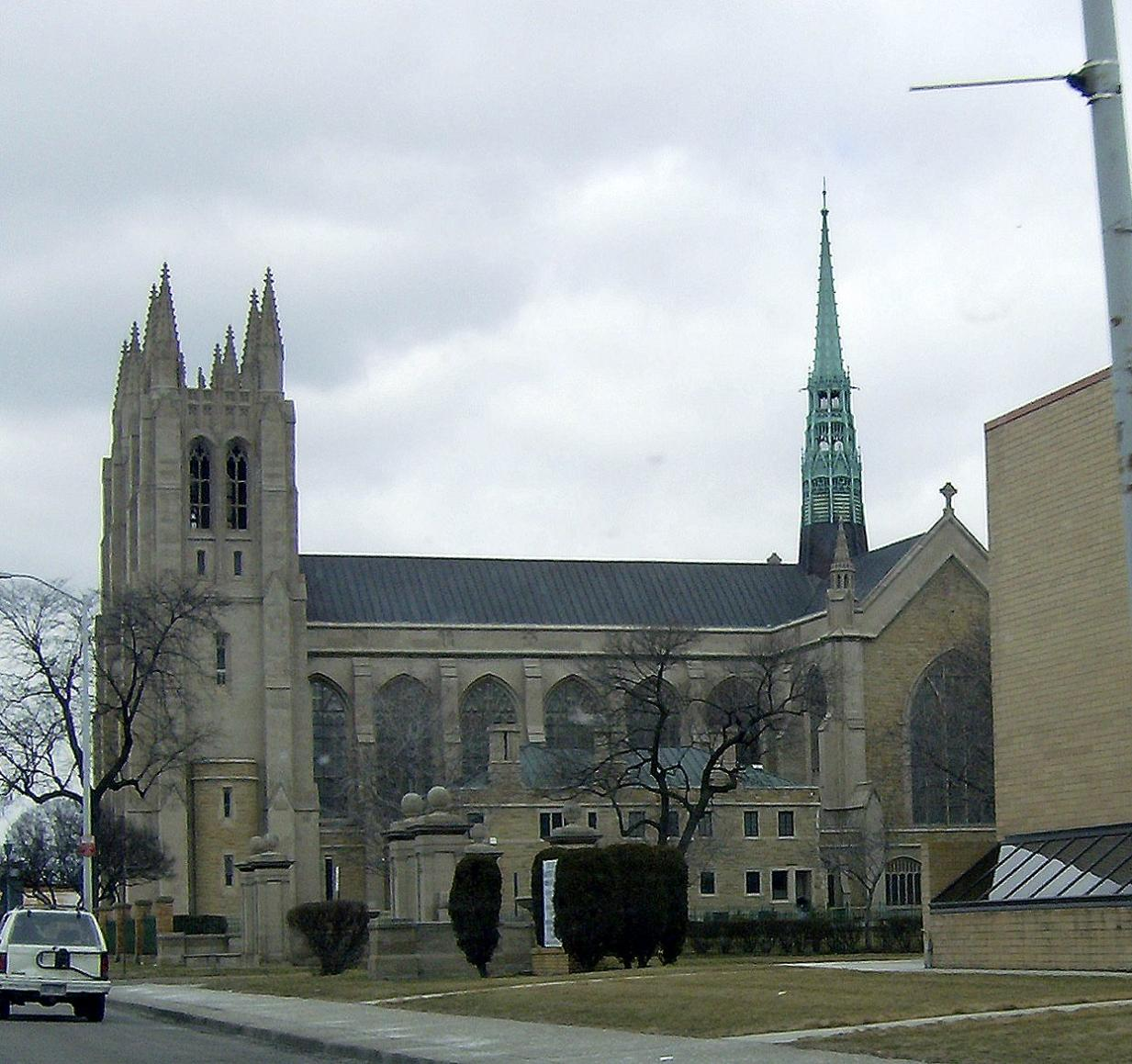
Katedra Najświętszego Sakramentu w Detroit.

| Lp. | Stan                | %  | Największa grupa wyznaniowa |
| --- | ------------------- | -- | --------------------------- |
| 1   | Rhode Island        | 63 | Katolicy                    |
| 2   | Massachusetts       | 47 | Katolicy                    |
| 3   | New Jersey          | 42 | Katolicy                    |
| 3   | Vermont             | 42 | Katolicy                    |
| 5   | Nowy Jork           | 39 | Katolicy                    |
| 6   | New Hampshire       | 35 | Katolicy                    |
| 7   | Kalifornia          | 34 | Katolicy                    |
| 7   | Connecticut         | 34 | Katolicy                    |
| 9   | Arizona             | 31 | Katolicy                    |
| 10  | Illinois            | 30 | Katolicy                    |
| 10  | Luizjana            | 30 | Baptyści                    |
| 10  | Dakota Północna     | 30 | Luteranie                   |
| 13  | Teksas              | 29 | Katolicy                    |
| 13  | Wisconsin           | 29 | Katolicy                    |
| 15  | Nebraska            | 28 | Katolicy                    |
| 16  | Pensylwania         | 27 | Katolicy                    |
| 17  | Floryda             | 26 | Katolicy                    |
| 17  | Nowy Meksyk         | 26 | Katolicy                    |
| 19  | Maine               | 25 | Katolicy                    |
| 19  | Minnesota           | 25 | Katolicy                    |
| 19  | Dakota Południowa   | 25 | Luteranie                   |
| 22  | Kolorado            | 24 | Katolicy                    |
| 22  | Hawaje              | 24 | Katolicy                    |
| 22  | Montana             | 24 | Katolicy                    |
| 22  | Nevada              | 24 | Katolicy                    |
| 26  | Iowa                | 23 | Katolicy                    |
| 26  | Maryland            | 23 | Katolicy                    |
| 26  | Michigan            | 23 | Katolicy                    |
| 29  | Waszyngton          | 22 | Katolicy                    |
| 29  | Georgia             | 22 | Baptyści                    |
| 31  | Indiana             | 20 | Katolicy                    |
| 31  | Kansas              | 20 | Katolicy                    |
| 31  | Missouri            | 20 | Katolicy                    |
| 31  | Ohio                | 20 | Katolicy                    |
| 35  | Wyoming             | 18 | Katolicy                    |
| 36  | Idaho               | 15 | Katolicy                    |
| 36  | Oregon              | 15 | Katolicy                    |
| 36  | Kentucky            | 15 | Baptyści                    |
| 39  | Wirginia            | 14 | Baptyści                    |
| 40  | Alabama             | 13 | Baptyści                    |
| 41  | Delaware            | 10 | Metodyści                   |
| 41  | Karolina Północna   | 10 | Baptyści                    |
| 43  | Alaska              | 9  | Baptyści                    |
| 43  | Arkansas            | 9  | Baptyści                    |
| 43  | Oklahoma            | 9  | Baptyści                    |
| 43  | Karolina Południowa | 9  | Baptyści                    |
| 43  | Tennessee           | 9  | Baptyści                    |
| 43  | Utah                | 9  | LDS                         |
| 49  | Wirginia Zachodnia  | 8  |                             |
| 50  | Missisipi           | 7  |                             |

## Znani amerykańscy duchowni rzymskokatoliccy
- Fulton Sheen
- Francis Spellman
- William Lori
- Raymond Leo Burke
- papież Leon XIV

## Znani amerykańscy świeccy katolicy
- John F. Kennedy
- Robert F. Kennedy
- Antonin Scalia
- Martin Sheen
- Mel Gibson
- Joe Biden
- Paul Ryan
- Nancy Pelosi
- Martin Scorsese
- Mark Wahlberg[15]
- Nicole Kidman
- Fergie

## Miejsca pielgrzymkowe

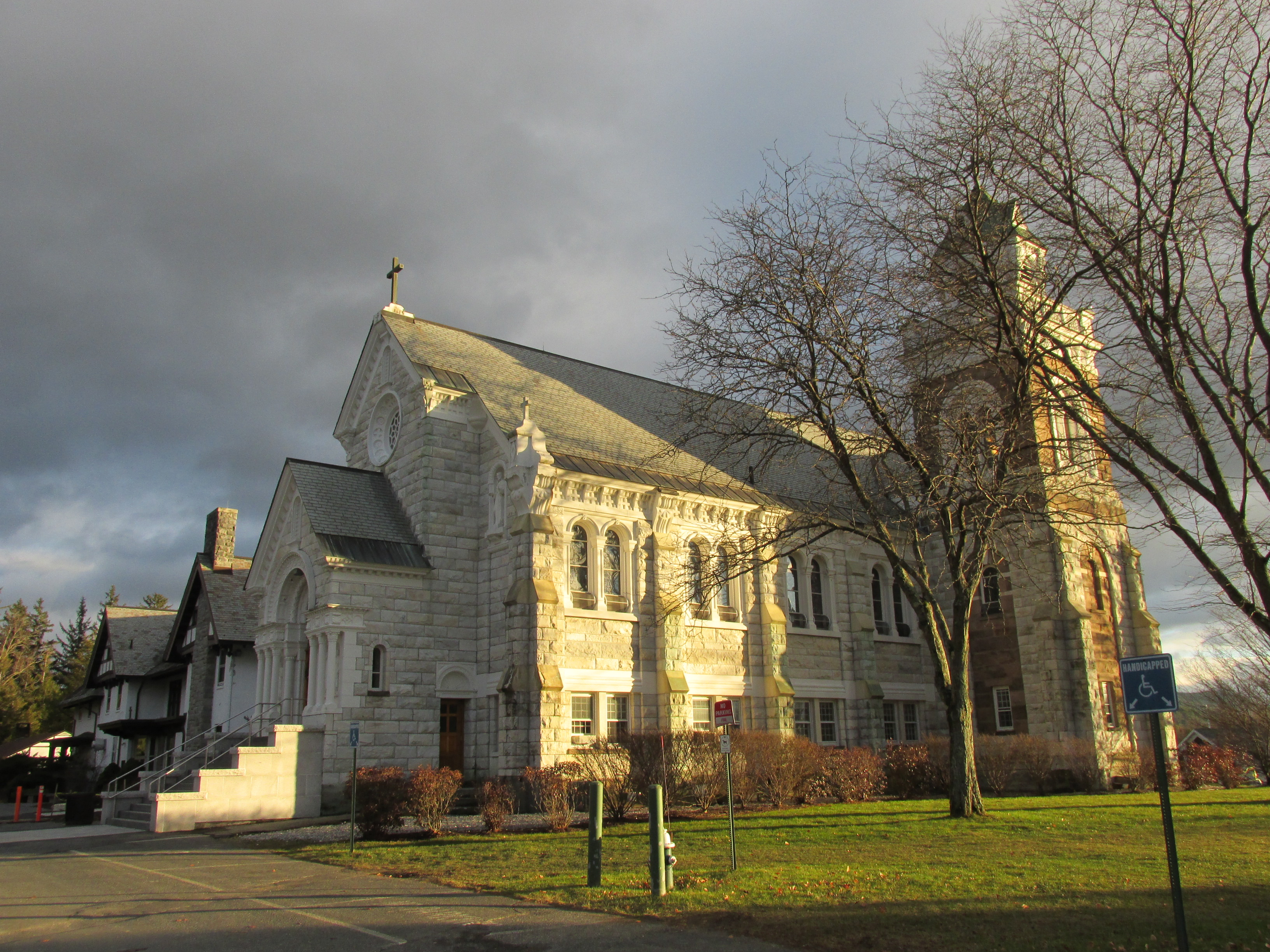
Sanktuarium Bożego Miłosierdzia

- Narodowe Sanktuarium Bożego Miłosierdzia (National Shrine of The Divine Mercy) w Stockbridge (Massachusetts), założone przez polskich ojców marianów[16]

## Bibliografia

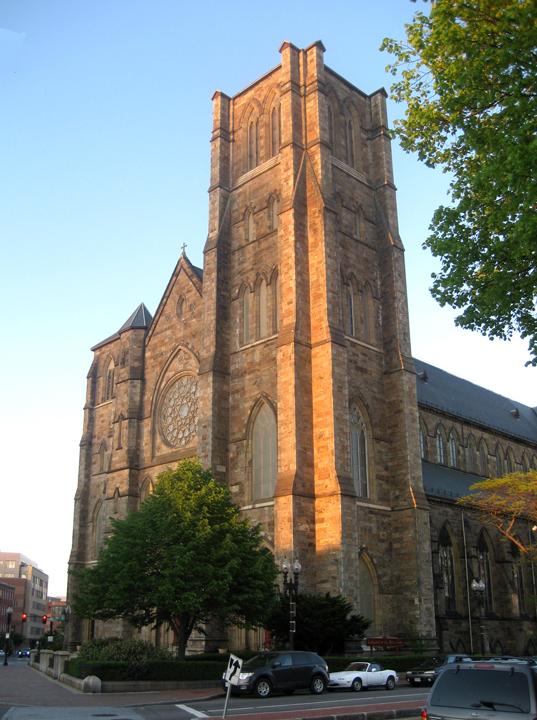
Katedra Świętego Krzyża w Bostonie